# Wisin & Yandel

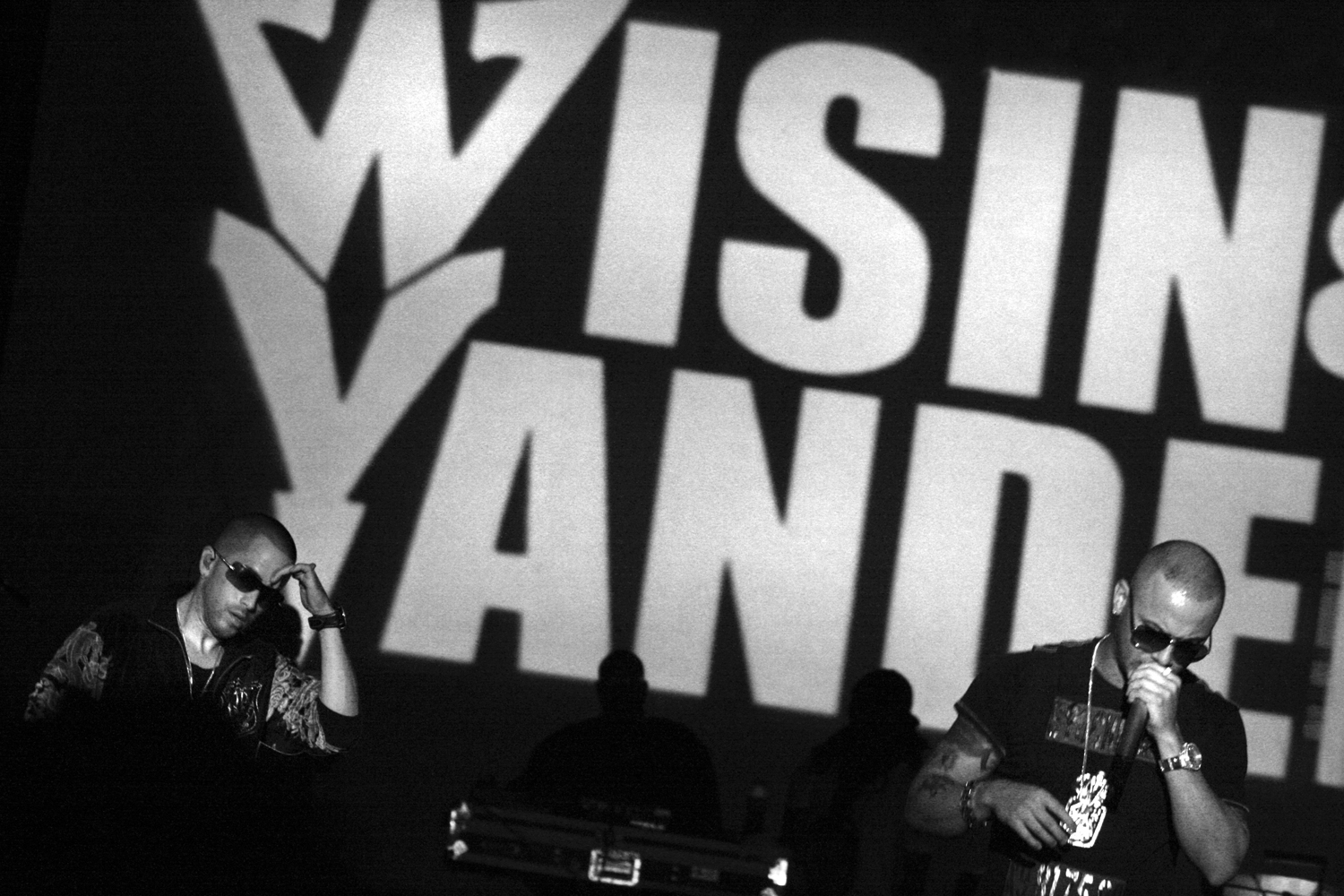
zespół Wisin & Yandel

Wisin & Yandel – portorykański zespół muzyczny, wykonujący piosenki w stylu reggaeton.
W skład zespołu wchodzi dwóch wokalistów, urodzonych w Cayey: Juan Luis Morera Luna (Wisin) (ur. 19 grudnia 1978) i Llandel Veguilla Malavé (Yandel) (ur. 14 stycznia 1977). Działalność rozpoczęli w 1998 roku.

## Dyskografia
- 2000 Los Reyes Del Nuevo Milenio (50 000 sprzedanych płyt)
- 2001 De Nuevos a Viejos (65 000 sprzedanych płyt)
- 2002 De Otra Manera (75 550 sprzedanych płyt)
- 2003 Mi Vida... My Life (85 000 sprzedanych płyt)
- 2003 Quien contra mi (150 000 sprzedanych płyt)
- 2004 El sobreviviente (200 000 sprzedanych płyt)
- 2005 Pa'l Mundo (5 000 000 sprzedanych płyt)
- 2006 Pa'l Mundo, Deluxe Edition (4 500 000 sprzedanych płyt)
- 2006 Los Vaqueros (2,000,000 sprzedanych płyt)
- 2006 Los Vaqueros Collector's Edition (500 000 sprzedanych płyt)
- 2006 Pa'l Mundo: All Access Live
- 2007 2010 Lost Edition (350 000 sprzedanych płyt)
- 2007 Pa'l Mundo, First Class Delivery (450 000 sprzedanych płyt)
- 2007 Los Vaqueros Wild Wild Mixes (1 000 000 sprzedanych płyt)
- 2007 Tomando Control: Live (250 000 sprzedanych płyt)
- 2007 Wisin vs. Yandel: Los Extraterrestres (5 500 000 sprzedanych płyt do 29 stycznia 2008)
- 2008 Los Extraterrestres Reloaded – Otra Dimensión (data wydania 22 maja 2008)
- 2008 La Mente Maestra (data wydania 11 listopada 2008)
- 2009 El Triángulo de las Bermudas (wraz z Donem Omarem)
- 2009 La Revolución
- 2009 El Duo De La Historia Vol. 2
- 2009 La Revolución: Evolution
- 2010 Lo Mejor De La Compañia
- 2010 La Revolución: Live
- 2011 Los Vaqueros 2: El Regreso
- 2011 Los Vaqueros 2: Deluxe Edition
- 2012 Lideres
- 2018 Los campeones del pueblo
- 2019 La Gerencia